# Luis de Unzaga y Amézaga
Luis de Unzaga y Amézaga (Málaga, 6 de abril de 1717 - Ibídem, 21 de junio de 1793) fue un militar y administrador español en América, gobernador de las provincias de Luisiana, Venezuela y Cuba así como de Galicia y costas de Andalucía Oriental o antiguo reino de Granada. Como hombre ilustrado, creó el primer sistema educativo público bilingüe del mundo y permitió la libertad de comercio de manera pionera. Destaca por ser el primero en ayudar a los estadounidenses en lograr su nacimiento como país de varias maneras: con toneladas de pólvora, harina, medicamentos, permitiendo el libre comercio, con sus dotes diplomáticas con la realeza inglesa y con sus redes de espionaje. Fue el primero en anunciar el fin de la guerra o paz a través de los gobernadores y embajadores españoles por el continente americano e incluso a diversas ciudades de EE. UU. Colaboró en la implantación del dólar como moneda comercial transfronteriza, antes de convertirse en moneda oficial de Estados Unidos.

## Biografía
De ilustre familia malagueña con raíces vascas, granadinas e italianas. Como militar participó en la reconquista de Orán en 1732 y luego en varias misiones en Italia a favor del futuro Carlos III, desde 1740 sirvió en el Virreinato de Nueva España; destacó en el frente americano de la guerra de los Siete Años. Era coronel del regimiento de infantería fijo de La Habana. En 1763, tras el final de la guerra, Francia cedió a España la colonia de Luisiana, según lo establecido en los tratados de Fontainebleau (1762) y París (1763). La llegada del nuevo gobernador español Antonio de Ulloa provocó una rebelión entre los colonos franceses, descontentos con la cesión del territorio a España. En 1769 Unzaga, con el rango de coronel, acompañó al mariscal de campo Alejandro O'Reilly a Luisiana con la misión de sofocar la rebelión. A diferencia de De Ulloa, que carecía de tropas, O'Reilly llegó a la región con unos efectivos de dos mil hombres, tres fragatas, dos bergantines, dos balandras y un paquebote, listo para aplastar la revuelta.
Tras la partida de O'Reilly en 1770, Unzaga quedó como gobernador y presidente del cabildo de la colonia. Ejecutó a los líderes de la Rebelión de Luisiana de 1768, estableciendo el control español. En 1770, tras la Masacre de Boston, iniciará el trazado de una red de espías para conocer lo que ocurría en las Trece Colonias. En 1771 creó el primer sistema educativo público bilingüe del mundo en Nueva Orleans. 
Fue el primero en ayudar militarmente a las Trece Colonias en su lucha contra Gran Bretaña durante la Guerra de Independencia de los Estados Unidos. Durante su mandato se mantuvo la paz social con los colonos franceses o criollos de Luisiana y se permitió la libertad  de comercio de manera pionera, mejorando mucho la economía de Nueva Orleans y San Luis, de ahí que se le apode le Conciliateur y se comenzó el reforzamiento de las defensas de la provincia, creando fuertes como el 'Puesto de Unzaga' ante la posibilidad de sufrir un ataque británico.

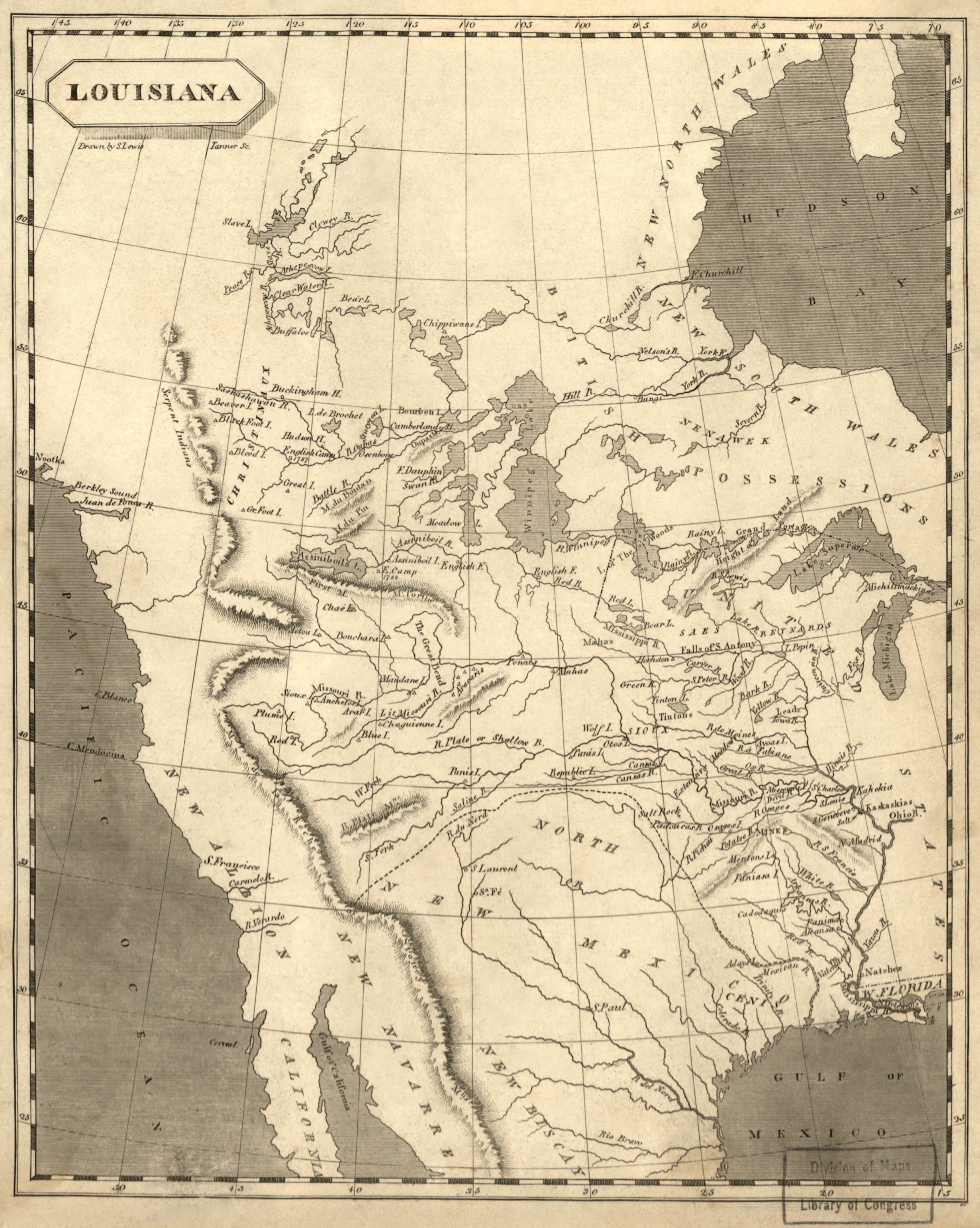
Mapa de Luisiana en 1804.

El 20 de febrero de 1775, en Nueva Orleans, se casó con Isabel de Saint Maxent la Roche, hija de Gilbert Antoine de Saint Maxent, acaudalado comerciante y oficial militar francés, ahora español, en Luisiana.
El gobernador Luis de Unzaga atenderá las peticiones de ayuda de los colonos norteamericanos Patrick  Henry, el general Charles Lee, George Gibson, Linn, etc. entre 1775 y 1776, siendo así el gobernador Unzaga el pionero en proveer militarmente a los colonos con toneladas de pólvora, medicamentos, harina, etc., claves para las primeras victorias norteamericanas, a través del río Misisipi, su afluente el Ohio y con la ayuda de las redes de espionaje de Unzaga.
Será sustituido en el cargo de gobernador de la provincia por quien será su cuñado y también malagueño Bernardo de Gálvez, el 10 de enero de 1777.
En 1777 Carlos III ordenó integrar las provincias de Caracas, Cumaná, Maracaibo, Guayana, Margarita y Trinidad en la Capitanía General de Venezuela, recién creada. El mando de esta capitanía le sería asignado a Unzaga, donde firmará un Plan para su Defensa y permitirá el libre comercio con EE. UU.; permanecería en dicho cargo hasta 1782.
Al año siguiente se le designó como gobernador de Cuba y Capitán general de La Habana, cargo que ocuparía hasta 1785. En 1783 recibió la visita del príncipe Guillermo de Inglaterra, futuro Guillermo IV, con quien llegó a acuerdos preliminares de la Paz de París, posteriormente prosiguió atendiendo las peticiones de ayuda de George Washington, Robert Morris, para lograr definitivamente el nacimiento de los EE. UU. Tras su retiro, regresó a su Málaga natal, donde ocupará como Teniente General la Comandancia General de las costas del reino de Granada, presidiendo también la Junta de reales obras de Málaga, dinamizando su economía al ampliar el puerto, construir la Alameda Principal, proyectar el encauzamiento del río Guadalmedina y el inicio del palacio de la Aduana. Falleció en su residencia de Málaga el 21 de junio de 1793.
En 2023, el operador postal público español, Correos, presentó un sello en su honor.
| Predecesor: Alejandro O'Reilly              | Gobernador de Luisiana 1770-1777       | Sucesor: Bernardo de Gálvez y Gallardo              |
| Predecesor: Nueva creación                  | Capitán general de Venezuela 1777-1782 | Sucesor: Pedro de Nava                              |
| Predecesor: Juan Manuel Cagigal y Monserrat | Gobernador de Cuba 1782-1785           | Sucesor: Bernardo de Troncoso y Martínez del Rincón |